# Philm
Philm – amerykański zespół rockowy, założony w 2009 roku przez perkusistę Dave’a Lombardo (Slayer, Fantômas). Oprócz niego w skład grupy wchodzą Gerry Nestler (wokal, gitara, pianino) znany z grupy Civil Defiance oraz Francisco "Pancho" Tomaselli (gitara basowa) znany z grupy War. W maju 2012 r. ukazał się debiutancki krążek zespołu – Harmonic. Dwa lata później zespół wydał długo wyczekiwaną drugą płytę zatytułowaną Fire From the Evening Sun, która spotkała się z pochwałami od strony recenzentów, głoszących bezpardonowe podejście Lombardo do innowacji oraz umiejętnym poruszaniem się między różnymi gatunkami muzycznymi. Obie płyty zostały wyprodukowane przez Lombardo.
W 2016 roku Dave Lombardo obwieścił zakończenie działalności zespołu. Wbrew komunikatowi Lombardo zespół zdecydował się kontynuować działalność z nowym perkusistą.

## Dyskografia
- Philm b/w Dave Lombardo (singel, 2010, Volcom Ent. Vinyl Club)
- Harmonic (2012, Ipecac Recordings)
- Fire From the Evening Sun  (2014, UDR Music)
- Time Burner  (2021, Metalville – MV0270, Rough Trade – MV0270)[6]